# Подберёзовик розовеющий
Подберёзовик розове́ющий (лат. Leccinum oxydabile) — гриб рода обабок (Leccinum) семейства болетовые (Boletaceae). 
Научные синонимы:
- Krombholzia oxydabilis Singer, 1938 basionym
- Boletus scaber var. oxydabilis (Singer) Vassilkov, 1948
- Leccinum roseofractum Watling, 1968

## Описание
Шляпка выпуклая, затем подушковидная, диаметром до 15 см. Кожица сухая, тёмной окраски — от серо-бурой до почти чёрной, с более светлым мраморным рисунком.
Мякоть белая, довольно плотная, на срезе розовеющая.
Трубчатый слой беловатый или грязно-серый (у старых грибов).
Ножка удлинённая и тонкая, у основания утолщённая, бывает изогнута в сторону более освещённых мест.
Споровый порошок охристо-коричневый.

## Экологияи распространение
Образует микоризу с берёзой, встречается в сырых участках берёзовых лесов, появляется обычно обособленными группами.
Растёт в лесах Евразии и Северной Америки.
Сезон: июнь — октябрь.

## Сходные виды
Съедобные:
- Другие подберёзовики

Несъедобные:
- Жёлчный гриб (Tylopilus felleus)

## Пищевые качества
Съедобный гриб, употребляется в свежеприготовленном виде, годится для сушки и маринования.